# Karl von Holtei
Karl von Holtei (Boroszló, 1798. január 24. – Boroszló, 1880. február 12.) német költő.

## Életpályája
A porosz felszabadító háborúban önkéntes volt, azután jogász, 1819-től színész volt. 1821-ben feleségül vette Luise Rogée (1800–1825) színésznőt. Berlinbe került és két nagysikerű dalos játékot írt: Die Wiener in Berlin és Die Berliner in Wien. Első nejének korai halála után, 1830-ban nőül vette Julie Holzbecher (1809–1839) színésznőt, beutazta vele Németországot és saját maga által írt apró bohózatokat és színjátékokat adott elő. 1837-től 1839-ig Rigában volt színházigazgató, később a boroszlói színházat vette át, majd felolvasókörútra indult. A «vén csavargó», ahogy magát nevezni szerette, élete végén 1876-ban a boroszlói irgalmasok kolostorába került és ott is halt meg.
Lírai verseit részben sziléziai dialektusban írta. Regényei közül a Vagabunden (1852) című Goethe Wilhelm Meister-jének hatása alatt vándorbohémeket ábrázol. Vierzig Jahre című nyolckötetes önéletrajzában (Berlin, 1843—50) a német szinészet történetéhez nyújt értékes adatokat. Regényei és elbeszélései a 39 kötetben megjelent Erzählende Schriftenben (1861—1866) vannak összefoglalva; színdarabjai pedig a Theater c. gyűjteményben (6 kötet, 1867).

## Forrás
- Révai Nagy Lexikona, 10. kötet: Hérold-Jób (1914) 210. old.. (Hozzáférés: 2022. december 18.)